# Солунска концертна зала
Солунската концертна зала (на гръцки: Μέγαρο Μουσικής Θεσσαλονίκης) е център за сценични изкуства в Солун, Гърция.
Открита е през 2000 г. върху земя, дарена от гръцката държава.  Комплексът разполага с 2 основни сгради: M1, с аудитория с капацитет 1400 места; и M2, изградена в по-съвременен стил от японския архитект Арата Исозаки, както и няколко по-малки пространства за представления.